# Hofanlage Worpheimer Straße 15
Die Hofanlage Worpheimer Straße 15 in der niedersächsischen Gemeinde Worpswede, Ortsteil Worpheim, stammt aus der Mitte des 19. Jahrhunderts. Aktuell (2025) werden die Gebäude zum Wohnen und gewerblich genutzt.
Die Gebäude stehen unter Denkmalschutz (siehe auch Liste der Baudenkmale in Worpswede).

## Geschichte und Beschreibung
Worpswede im Teufelsmoor wurde 1218 erstmals als Besitz des Klosters Osterholz erwähnt. Worpheim wurde 1772 im Rahmen der Moorkolonisierung des Teufelsmoores gegründet.
Die Hofanlage auf großem Grundstück besteht u. a. aus
- dem eingeschossigen giebelständigen Wohn- und Wirtschaftsgebäude von 1851 (Inschrift) als Zweiständer-Hallenhaus in Fachwerk mit Steinausfachungen, mit reetgedecktem Krüppelwalmdach mit Fledermausgaube im Wohngiebel, Niedersachsengiebel mit Uhlenloch, Pferdeköpfen und Grooter Door mit Rundbogen,[2]
- der giebelständigen eingeschossigen langen Scheune von 1851 in Fachwerk, teils mit Steinausfachungen, teils verbohlt, mit reetgedecktem Walmdach und Querdurchfahrt.[3]

Das Landesdenkmalamt befand u. a.: „… ortsgeschichtlicher, gebäudetypischer, straßen-, orts- und hofbildprägender Zeugniswert … .“